# Вълча манатарка
Вълчата манатарка (Rubroboletus lupinus) е вид отровна базидиева гъба от семейство Манатаркови (Boletaceae).

## Етимология
Видовият епитет произлиза от латинската дума lupus, която означава „вълк“. Със същия епитет е известна и на други езици:
- Bolet des loups (френски)
- Wolfs-Röhrling (немски)
- Боровик волчий (руски)

## Таксономия
За първи път гъбата е описана от Elias Magnus Fries през 1838 г., а като вид манатарка е записана през 2015 г. в рода Rubroboletus, който включва и други сходни червенокафяви, синьо-оцветяващи видове манатарки, образуващи отчетлив клон.
Молекулярни изследвания разкриха значителна генетична промяна в европейските популации на вълчата манатарка, като я поставиха в сестрински клон на Rubroboletus dupainii.

## Описание

### Шапка
Изпъкнала или плоско-изпъкнала. Първоначално белезникава, бледосива или много бледоохрена, с червен тон по ръба. По-късно със силно изразен розов цвят, накрая почти изцяло бледорозова, розова, тъмнорозова или червеникаво-розова, често с по-тъмни петна. Повърхността е суха и гладка. Диаметър до 15 cm.

### Тръбички
Лимоненожълти до жълти с маслиненозелен тон. Посиняват при нараняване. Порите са червени или оранжево-червени и посиняват при одраскване.

### Пънче
Бухалковидно, цилиндрично или луковицовидно разширено, често изтъняващо към основата. Почти изцяло бледо- или яркожълто, обезцветява се до жълтеникаво. Често с оранжево-червени или червеникави петна. В горната част покрито с много ситни жълти зрънца, по-долу – почти гладко.

### Месо
Лимоненожълто, посинява при излагане на въздух. Няма особени миризма и вкус.

### Спори
С размери 11 – 15 × 5 – 6 μm.

## Разпространение и местообитание
Видът се среща в топли широколистни гори, образувайки микориза с различни видове дъб (Quercus) и сладък кестен (Castanea sativa). Това е южен вид, който се среща по-често в региона на Средиземно море и отсъства в северна Европа. Вълчата манатарка се среща много рядко в България и в Европа. Вписана е в Червената книга на България.

## Двойници
Плодните тела с червени шапки могат да приличат на Кървавочервена манатарка (Rubroboletus dupainii), но последният вид има многобройни ситни червени зрънца навсякъде по повърхността на пънчето, докато пънчето на вълчата манатарка е почти изцяло жълто. Келетова манатарка (Suillellus queletii) може също понякога да прилича на вълчата манатарка, но този вид има винено месо в основата на пънчето.